# Забєдово
Забєдово (словац. Zábiedovo) — село, громада округу Тврдошін, Жилінський край. Кадастрова площа громади — 17.97 км².
Населення 868 осіб (станом на 31 грудня 2018 року).

## Історія
Забєдово згадується 1587 року.

## Населення
| Рік:            | 1994. | 2004.   | 2014.   | 2024.    |
| --------------- | ----- | ------- | ------- | -------- |
| Кількість осіб: | 743   | 786     | 825     | 978      |
| Різниця:        |       | +5,78 % | +4,96 % | +18,54 % |

| Рік:            | 2023. | 2024.   |
| --------------- | ----- | ------- |
| Кількість осіб: | 952   | 978     |
| Різниця:        |       | +2,73 % |